# Universidad Técnica de Dresde
La Universidad Técnica de Dresde (TU Dresden) (en alemán Technische Universität Dresden o TUD) es, con aproximadamente 35 000 estudiantes y unos 4000 empleados, la escuela superior más grande de Dresde, la Universidad más grande de Sajonia y la universidad politécnica más grande de Alemania. Su oferta de estudios supera a la de otras universidades de su tipo, como la Universidad Politécnica de Berlín o la Universidad Politécnica de Múnich, las cuales, sin embargo, se centran más en las asignaturas puramente técnicas. Con 126 carreras, es una de las ofertas más amplias de Alemania.
Aunque la denominación de Universidad Politécnica de Dresden (TUD) existe solo desde 1961, la historia de la universidad se remonta 200 años en el pasado. Por esto es una de las escuelas técnicas y una de las universidades más antiguas de Alemania. Desde 2001 pertenece al grupo de las nueve universidades politécnicas más importantes de Alemania TU 9.
Además, dentro de la Iniciativa de Excelencia (Exzellenzinitiative), un programa que promueve la investigación de alto nivel y la mejora de las universidades alemanas e instituciones de investigación, popularizada a partir del concepto de universidad de élite, se fomenta en la Universidad de Dresde un Grupo de Excelencia (Exzellenzcluster) fomenta la investigación y cooperación a nivel mundial entre las entidades participantes y una escuela de posgrado en el principio de la enseñanza sobresaliente para jóvenes estudiantes de doctorado. 

## Historia

### Technische Bildungsanstalt

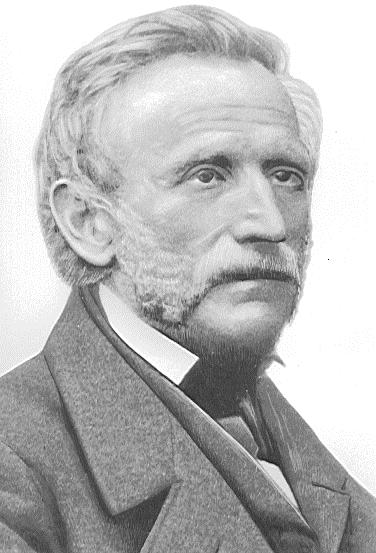
Johann Andreas Schubert

En 1828 se fundó la Königlich-Technische Bildungsanstalt Sachsen para poder formar personas cualificadas que demandaba la creciente industrialización en disciplinas técnicas como mecánica, construcción de máquinas y construcción naval. El primer director fue Wilhelm Gotthelf Lohrmann, el cual construyó el centro en un pabellón en la Brühlschen Terrasse. Lohrmann dirigió desde 1827 el Mathematisch-Physikalischen Salon de la Königlichen Kunstsammlungen.
En el año 1815 se fundó la Academia de Cirugía y Medicina de Dresde, cuyo miembro fundador Carl Gustav Carus también dio nombre a la Facultad de Medicina, que se desarrolló fuera de la Academia. Al año siguiente se designó como Königlich-Sächsischen Forstakademie el centro docente forestal fundado por Heinrich Cotta en Tharandt en 1811. Hoy esta institución ofrece la especialidad de silvicultura de la Facultad de Silvicultura, Geografía e Hidrología.
Una de las señas de identidad de este periodo fue Andreas Schubert. Schubert dio clase en los años 20 en la Escuela recién fundada y fue elegido catedrático tanto en la vecina Bauschule der Akademie der bildenden Künste como en la Technische Bildungsanstalt, en 1832. Schubert puede calificarse como un genio universal de la ingeniería: construyó entre otros barcos de vapor, Saxonia (una de las primeras locomotoras de vapor de Alemania) y el Göltzschtalbrücke. Además, se dedicó a tareas de empresario y continuó después como cuarto director de la Technische Bildungsanstalt.
Como consecuencia de la primera reforma, la Escuela fue designada como Königlich Polytechnische Schule y fue equiparada junto con la Königlich-Sächsische Bergakademie zu Freiberg (la actual Technische Universität Bergakademie Freiberg) como el mejor lugar de formación técnica de Sajonia.

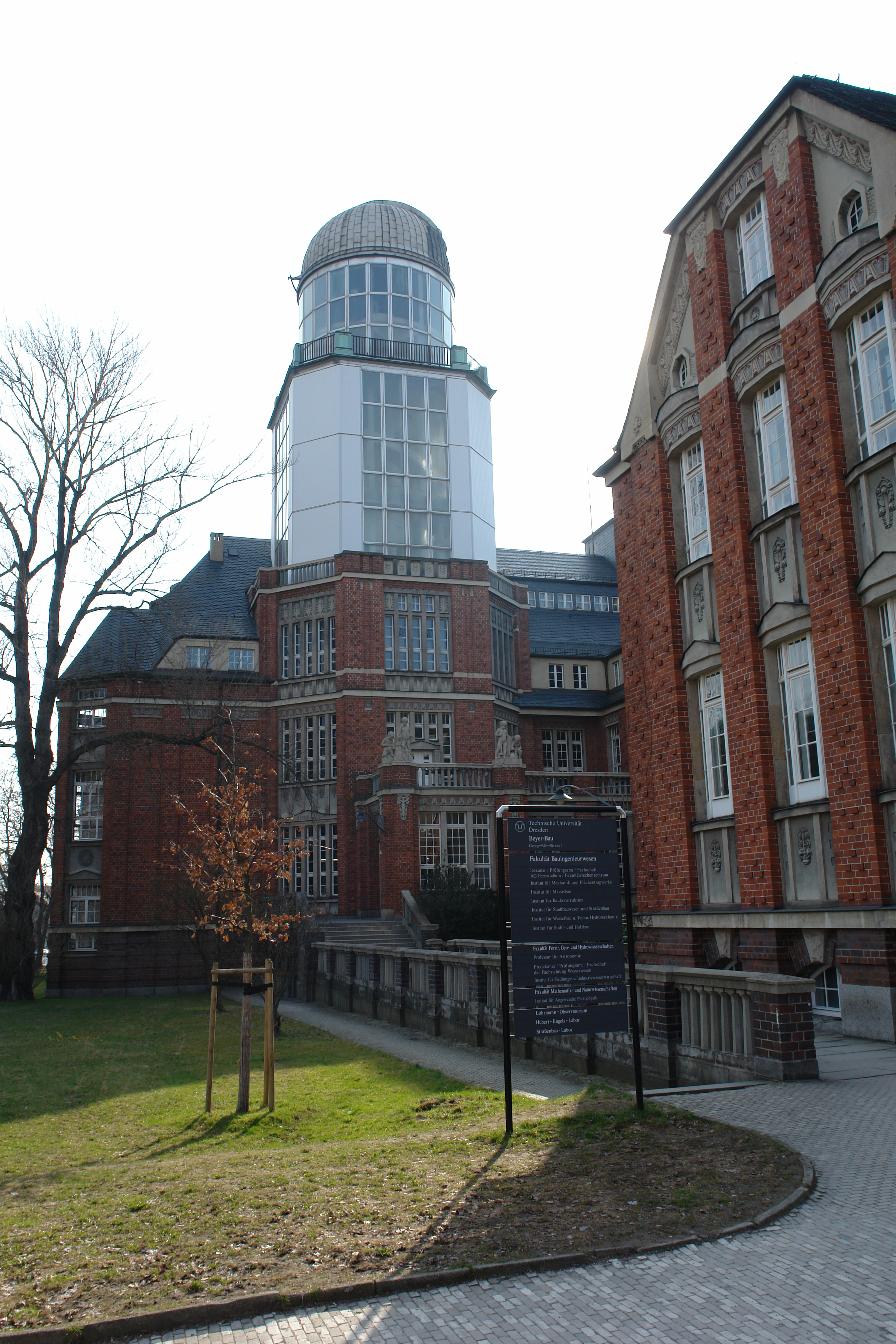
El Beyerbau, un edificio construido en 1913 para el departamento de Ingeniería Civil.

### Technische Hochschule
En el año de fundación del Imperio Alemán, la Technische Bildungsanstalt pasó a llamarse Königlich-Sächsisches Polytechnikum. Incluso se mantuvieron disciplinas no técnicas como Economía Política, Leyes, Filosofía, Historia o Idiomas. Con ello, la institución superó en rango incluso a la Technische Universität Bergakademie Freiberg dentro del grupo de universidades técnicas. 1871 se considera el año de fundación de la Technische Universität. Junto con otras universidades técnicas de habla alemana se llevaron a cabo por primera vez en 1883 proyectos fin de carrera como final de los estudios y defensa de los mismos. El estatus Technische Hochschule contiene el decreto del 3 de febrero de 1890. Gustav Zeuner tuvo una influencia decisiva en la gestión de la puesta en marcha.
La tradición de Dresde y de la Technische Hochschule como centro de Fotografía comenzó con la labor del empresario Richard Hüttig y de Hermann Krone, que, como fundador de la fotografía paisajística, enseñó esta disciplina en la Technische Hochschule.
Cuando, ya iniciado el siglo XX, la Technische Hochschule necesitó más espacio, comenzó la construcción de la superficie del campus (que es la que conocemos actualmente) en Südvorstadt y Räcknitz. Muchos edificios del núcleo del campus se construyeron según los planes de Karl Weißbach, quien mismamente enseñó en la TH, destacando sobre todo en la utilización de clinker con gres y en Arquitectura Historicista. Los edificios más característicos del campus son el edificio observatorio situado en Zellescher Weg (hoy conocido como Beyer-Bau) y el Hauptkollegiengebäude (denominado actualmente Zeuner-Bau).
Arthur Schloßmann, designado en 1902 como catedrático de Química Fisiológica y Fisiología general, fundó en Johannstadt, junto con el empresario Karl August Lingner, el Instituto del cual procede el actual Clínica Universitaria de Dresde. Richard Mollier investigó sobre Termodinámica en la TH. En su honor, los diagramas de Mollier llevan su nombre.
Además, en los años 20 emergieron en la joven Technische Hochschule conocidos científicos en materias no técnicas como Victor Klemperer, que fue catedrático de Filología Románica. En esos años recibieron los primeros edificios sus nombres honoríficos, los cuales se han mantenido hasta la actualidad (por ejemplo, el Zeuner-Bau cambió su nombre en 1928). El Fritz-Foerster-Bau diseñado (como el Beyer-Bau) por Martin Dülfer, fue construido en 1927 al lado de una ligera pendiente y cerró el núcleo histórico del campus por el sur.
En la época del nacionalsocialismo, una gran cantidad de científicos conocidos de la TH fueron inhabilitados de sus ocupaciones y se tomaron represalias contra ellos. Klemperer y otros (como por ejemplo Gustav Kafka o Richard Seyfert) se quedaron en Alemania y continuaron en secreto sus trabajos científicos. Otros, como el matemático Richard von Mises o el teólogo Paul Tillich emigraron al extranjero y trabajaron allí para otras universidades (en el caso de los anteriores, en la Universidad de Harvard). En la TH Dresde había ya antes de 1933 declarados nacionalsocialistas, como el ginecólogo de ideario racista Heinrich Eufinger, que posteriormente llevó a cabo cientos de esterilizaciones forzosas o el profesor Alfred Baeumler, que colaboró en las bases de la educación nacionalsocialista. Durante el bombardeo de Dresde, se destruyeron partes del campus.
La reconstrucción de la Hochschule después de la Segunda Guerra Mundial en 1945 comenzó con la instalación de la hasta entonces desconocida Facultad de Pedagogía y Economía Municipal bajo la batuta del experto mecánico Enno Heidebroek. También existió temporalmente una Facultad de Obreros y Campesinos en la Technische Hochschule.
En 1950 se fundó la primera facultad de Ciencias del Transporte. El primer decano de esta Facultad fue el posteriormente Ministro de Transportes de la RDA, Hans Reingruber. A partir de 1953 y hasta su muerte en 1964 continuó enseñando e investigando en la Hochschule für Verkehrswesen, constituida en 1952.
Heinrich Barkhausen reconstruyó después de la guerra su Institut für Schwachstrom. Barkhausen había sido llamado ya en 1911 para la Technische Hochschule y era uno de los electrónicos más conocidos de la Technische Hochschule. De los trabajos con transistores de Barkhausen en la Technische Hochschule, viene fundamentalmente la consideración de Dresde como ciudad internacional en Microelectrónica. Por otra parte, en 1951 se dividió la Facultad de Mecánica y Electrotecnia.

### Technische Universität
En 1961, siguiendo una decisión del gobierno de la RDA, se llevó a cabo la redenominación de la Universidad a la actual Universidad Politécnica de Dresde (en latín, Universitas litterarum et technicarum Dresdensis). En ese momento, existían ocho facultades con aproximadamente 10000 estudiantes. Igualmente, en esa época cayó en saco roto el intento de desarrollar prototipos de aviones Flugzeug 152 (proyecto EF 152 de la desaparecida Junkers ) en Dresde para la construcción aeronáutica en la RDA. Con la cancelación del proyecto a finales de los años 50 el ingeniero conductor del programa, Brunolf Baade, pudo continuar como director del instituto de Construcción Ligera en la Technische Hochschule.
La estructura histórica de las facultades se diluyó en 1968, en el marco de la tercera reforma educativa Hochschulreform de la RDA. En su puesto entraron las 22 nuevas secciones. En 1986 se unieron la Ingenieurhochschule Dresden (IHD) con la TU Dresde y formaron junto con la sección 8 – Informática – el Informatikzentrum des Hochschulwesens der DDR, del cual nació a finales de 1990 la facultad de Informática.
El primer rector elegido libremente de la Universidad Politécnica de Dresde fue el catedrático Günther Landgraf. Landgraf tuvo una influencia decisiva en el desarrollo de la TU Dresde después de 1989. Por medio de la fundación de nuevos institutos, especializaciones y facultades (Derecho, Economía, Filosofía o Arquitectura) y la integración de otras Hochschulen de Dresde (Medicina, Transportes), la TU Dresde consiguió ser, por primera vez, una Volluniversität (universidad que cuenta con las principales disciplinas científicas) con 14 facultades. Hasta 1994 se modernizó la administración de la Universidad, a lo cual contribuyó decisivamente el canciller de la TU por aquel entonces, Alfred Post. Hoy en día la mayoría de facultades están divididas en institutos. Otras estructuras están presentes en las facultades de Economía, Derecho y Forestales, Geografía e Hidrografía. No obstante, todavía pertenecen a la TU Dresde cinco An-Institute (organizaciones dedicadas a la investigación y que están asociadas a las universidades alemanas) y 13 disciplinas centrales.

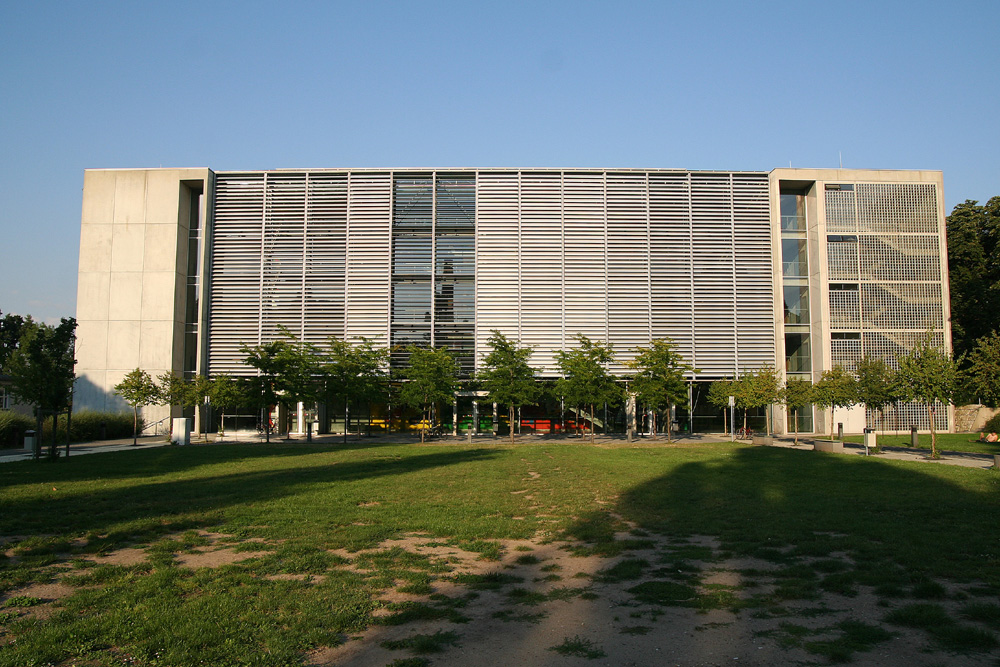
El Hörsaalzentrum, abierto en 1998.

Desde mediados de los años 90, se construyeron una gran cantidad de nuevos institutos y auditorios y otros muchos fueron renovados. De esta forma, con la ampliación del campus al sur y al este, se consiguieron impartir, ya en el año 2000, las más modernas especialidades de investigación en la Facultad de Informática y en el Instituto de Ciencias de la Naturaleza (Química y Biología).
En el año 2002 el gobierno de Sajonia decidió renovar la estructura de las Hochschulen. De esta forma, se disminuyó el tamaño de las facultades de letras (en especial la Facultad de Derecho) a pesar de lo caro de su construcción en los años 90. Estos planes desembocaron en el año 2002 en intensas protestas de trabajadores y estudiantes y tuvieron que ser parcialmente revisadas.
En el año 2003 se celebró el 175 aniversario de la universidad y se inauguró el nuevo edificio principal de la Sächsischen Landes- und Universitätsbibliothek (SLUB) en el campus. Al mismo tiempo tuvo lugar la fundación de la Dresden International University (DIU), la universidad privada hermana de la TUD.
Los planes revisados para la conversión de la TU Dresde en una Stiftungsuniversität (universidad sustentada con fondos privados) volvieron con Alfred Post, fallecido en octubre de 2005. En el marco de la Exzellenzinitiative alemana, la TU Dresde se postuló para la segunda eliminatoria también en la tercera línea de financiación “Zukunftskonzepte”. No obstante, fracasó en su intento de convertirse en “School of Excellence”, lo cual hacía referencia a la enseñanza terciaria. En la primera ronda la universidad pudo llevar a cabo la implantación de una Graduiertenschule y de un Exzellenzcluster en el campo de la biotecnología.

## Perfil e importancia
Con el lema "El conocimiento construye puentes.", la TU Dresde formuló desde 2003 su exigencia y cooperación para tender puentes entre el conocimiento, la economía y la sociedad. El objetivo es ocupar una plaza cabecera en el concurso de universidades. Dado el caso de que la Exzellenzinitiative del Estado Federal y de los territorios avanzase, la TU Dresde debería tener éxito en las tres líneas de financiación.

### Economía
La TU Dresde es con 4700 trabajadores uno de los mayores promotores de empleo. Los salarios y las primas que pagó en 2005 ascendieron a 316 millones de euros. El poder adquisitivo de los estudiantes fue estimado en 150 millones de euros.
La Universidad considera el factor de emplazamiento y las subvenciones como cosas a tener muy en cuenta para el asentamiento de grandes inversiones. La TU Dresde complementa para empresas importantes centros de investigación aplicada y cierra como universidad técnica el agujero de la investigación de base. Comparativamente, la TU Dresde cuenta con una posición de ventaja en el campo de la tecnología y de la transferencia del conocimiento, así como del uso de patentes bajo la autoproclamada acepción de Transferuniversität. Parte de la estrategia de transferencia es la TU Dresden Aktiengesellschaft (TUDAG).

### Sociedad y política
La Universidad Técnica es un órgano central dentro del campo del conocimiento de Dresde, lo cual se percibe todavía de forma dispersa. La integración social del conocimiento es el objetivo de la Stifterverbands für die Deutsche Wissenschaft. Esta sociedad nombró a Dresde Ciudad del Conocimiento para el año 2006.
En este sentido destacan diferentes asociaciones y proyectos. Entre otras, podemos nombrar la Kinderuniversität, la Noche del Conocimiento o la Dresdner Bürgeruniversität. La Kinderuniversität fue promovida en colaboración con el Sächsische Zeitung y con el Museo Alemán de la Higiene.
El anhelo de la dirección universitaria, después de una mayor libertad financiera por medio de proyectos de la Stiftungsuniversität, fue seguido en Dresde como “un juego de una orilla del Elba contra la otra” (el Sächsische Wissenschaftsministerium se encuentra situado en el distrito Regierungsviertel en la Inneren Neustadt).
En el curso de las enmiendas planteadas de las leyes de la Hochschule (SächsHG) del año 2007 o 2008, se concede a la TU Dresde (como universidad modelo de Sajonia) más libertad en la administración de los recursos humanos. La Universidad debería dar empleo, a partir de 2008 y durante 3 años, a los trabajadores del Akademischen Mittelbau. Los catedráticos sin embargo se quedan dependientes del gobierno de Sajonia. Discutido de ese modelo es la posibilidad de perder después de 3 años la fijación del convenio salarial, aunque la Universidad puede también pagar mayores salarios.

### Cooperación internacional
La TU Dresde fomenta contactos y convenios con Hochschulen y universidades de todo el mundo. De manera especial, la Universidad está estrechamente vinculada con la Boston University y con la Kent State University.

### Rankings

TUD - University of Exellence - Since 2012

En el ranking de Hochschulen (especialmente de la revista Wirtschaftswoche) tienen un éxito extraordinario las ingenierías, pero también la Medicina, Arquitectura, Psicología e investigación de las Ciencias Económicas. Reconocida es además la tasa de ocupación de los recién titulados así como la cuota de financiación de las aportaciones de terceros.

## Situación

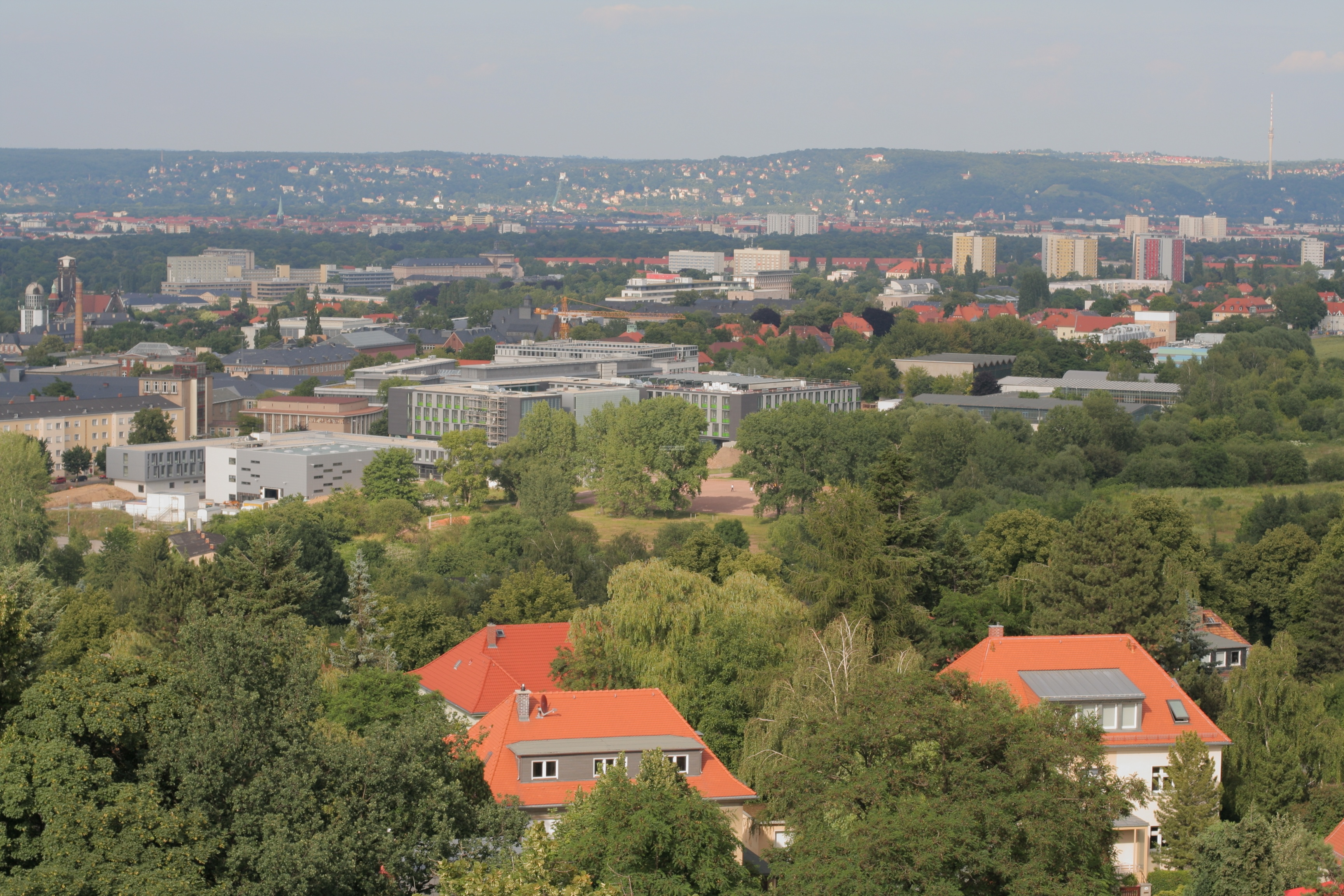
Vista de la parte este del campus y de la parte occidental de Dresde.

El campus de la Universidad se encuentra, salvo contadas excepciones, dentro del perímetro de la ciudad de Dresde. El campus principal está situado al sur del centro entre Nöthnitzer Straße, Fritz-Foerster-Platz y Münchner Platz. La Facultad de Medicina (Fetscherstraße) está situada en el distrito de Johannstadt. Una ubicación todavía más extensa de la TU Dresde está situada en la zona de Strehlen entre Weberplatz y Wasaplatz. Aquí están principalmente la Facultad de Filosofía y la Facultad de Educación.
Desde el semestre de invierno de 2006/07, la Facultad de Informática utiliza un nuevo edificio junto a Nöthnitzer Straße, en la zona principal del campus. El viejo edificio de Johannstadt se utilizará en un futuro para la Berufsakademie Dresden.

### Ubicaciones fuera de Dresde
La TU Dresde se extiende también fuera de los límites de Dresde. Todavía dentro del perímetro ampliado de Dresde, está situado un laboratorio que cuenta con microscopio de electrones y el nuevo Observatorio Astronómico en Triebenberg a 385 metros de altura. Esta ubicación lejana de la ciudad fue elegida con el fin de disponer de una localización que no estuviese sometida a ruidos electromagnéticos y para evitar la contaminación lumínica de las zonas de aglomeración, tan desfavorable para los observatorios.
El Departamento de Silvicultura de la Facultad de Silvicultura, Geografía e Hidrología se encuentra en Tharandt, al sur de la ciudad de Dresde. En las afueras de Dresde se encuentra también el Instituto de Gestión de Residuos y Vertederos (Departamento de Geografía, Silvicultura e Hidrología) en Pirna-Copitz.

### Comunicaciones
Desde 2005 está terminada la ampliación de la calle Bergstraße (Bundesstraße 170) situada entre el Hörsaalzentrum y el comedor universitario principal, para convertirla en una vía de cuatro carriles de acceso a autopista. Se han concentrado esfuerzos en garantizar un volumen de tráfico sostenido con el centro de la Universidad.
En lo que ha transportes públicos se refiere, la empresa de transporte Dresdner Verkehrsbetriebe cuenta con las mayoría de las conexiones con la Universidad. La línea de bus número 61, que pasa por el norte del campus, une los órganos centrales de la Fritz-Foerster-Platz, la Universitätsbibliothek y los alojamientos universitarios. Esta línea mantiene, en horas punta, frecuencias de tres minutos, con un aprovechamiento máximo de la capacidad de los buses. En dirección norte (centro urbano) entre el campus y la estación central de ferrocarriles, operan las líneas 72 y 76, que están igualmente muy reforzadas. Las líneas 3 y 8 de tranvías cruzan el campus por su extremo occidental y lo unen igualmente con la estación central de ferrocarriles y con el centro urbano. Además circulan buses interurbanos que comunican Dresde con Dippoldiswalde y Altenberg.
A la Facultad de Tharandt se puede llegar con la línea de S-Bahn número 3 o con los trenes regionales. El tiempo de viaje hasta la estación central de ferrocarriles varía entre 15 y 20 minutos.

## Obras

### Instalaciones centrales

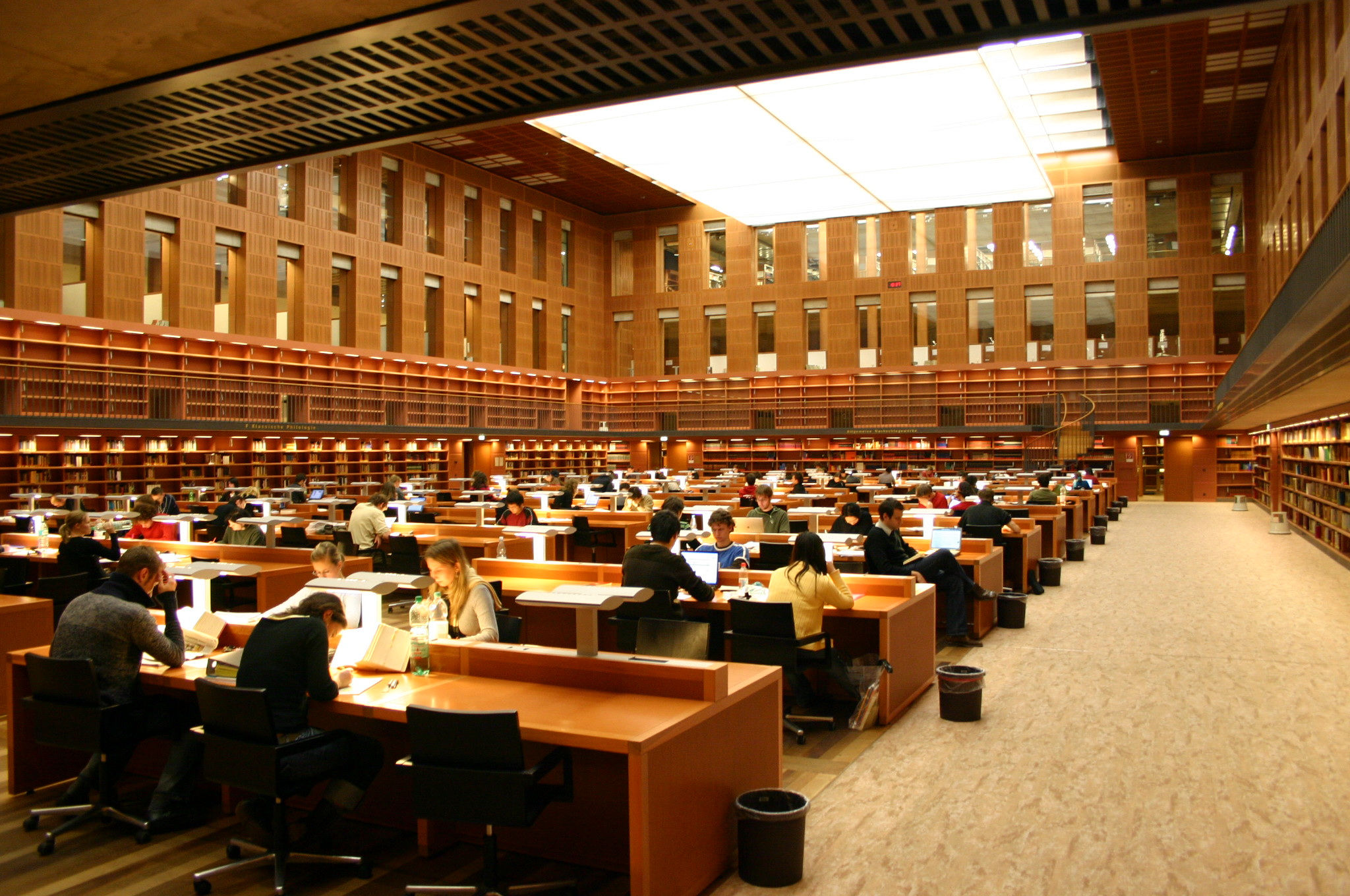
Biblioteca de Sajonia – Universidad estatal y universitaria.

En los últimos años se han ampliado y construido algunas instalaciones de la Universidad. De este modo se ha dotado a la Universidad de un auditorio (Hörsaalzentrum) que satisface las necesidades de capacidad que la Universidad demandaba. El Hörsaalzentrum ofrece un total de 3469 asientos distribuidos en once salas, de las cuales 2765 son asientos pertenecientes a 6 salas grandes. También hay un salón de actos que cuenta con casi 1000 asientos. El Hörsaalzentrum está a lado de Fritz-Foerster-Platz, dentro del campus principal.
Con la unión de la Biblioteca Estatal y de la Biblioteca Universitaria, el campus se hace con una de las mayores bibliotecas de Alemania con aproximadamente 8,94 millones de existencias (4,39 millones son libros). Además, como edificio universitario, el edificio dispone de zonas apropiadas para la realización de trabajo en grupo. Las bibliotecas especializadas se encuentran dentro de las diferentes facultades.
Al lado del complejo de edificios del Instituto Matemático (cerca del SLUB, en Zelleschen Weg) se construyó el Zentrum für Informationsdienste und Hochleistungsrechnen (ZIH). El edificio es especialmente característico porque el refrigerado por agua del ente computacional requiere una continua evacuación de vapor de agua sobre el techo del edificio. El superordenador pertenece al grupo de los 100 ordenadores más rápidos del mundo y puede procesar 11,5 billones de Operaciones en Coma Flotante por Segundo. Esta infraestructura permite la investigación y el progreso en temas como la computación Grid, los métodos de programación, los métodos de optimización y algoritmos matemáticos, así como para el análisis de procesos biológicos. Como instalación universitaria, el ZIH se utiliza también en la enseñanza.

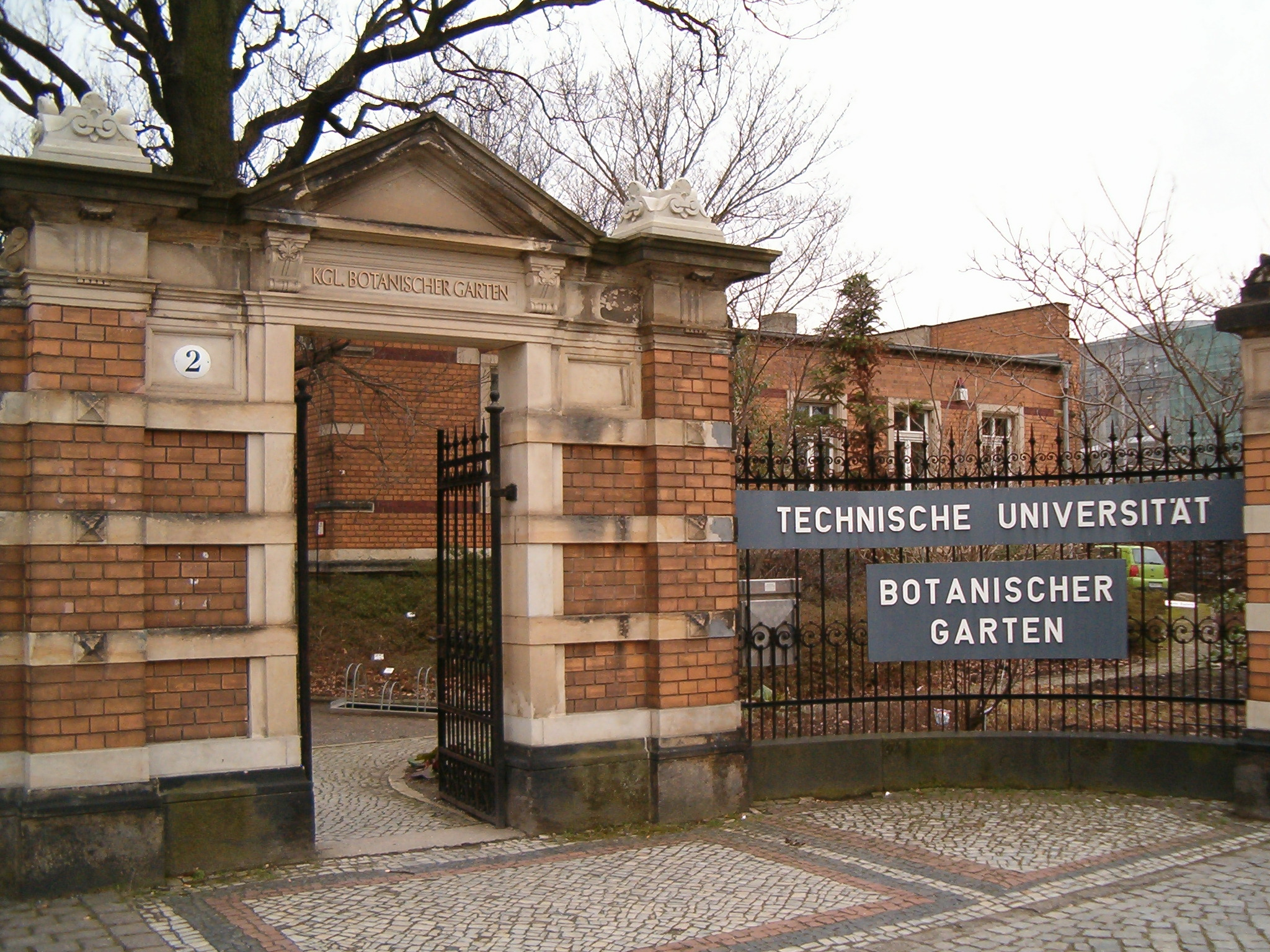
Entrada al Jardín Botánico en las cercanías de la Straßburger Platz.

Cerca de la Gläserne Manufaktur se encuentra el Jardín Botánico de la TU Dresde, construido en 1820 en el Großer Garten. Este Jardín pertenece a la Hochschule desde 1949, aunque anteriormente ya estuvo vinculado a la Hochschule por medio del catedrático Oscar Drude, quien en 1893 clasificó la colección por regiones geográficas. El Jardín cuenta aproximadamente con 10000 tipos de plantas sobre una superficie de 3,25 hectáreas y mantiene la división por zonas geográficas.

### Comedores universitarios
Existen varios comedores universitarios a cargo de la Studentenwerk Dresden. Estos comedores aplican ofertas para estudiantes y trabajadores de la TU Dresde. En todos los comedores de la Studentenwerk existe un sistema de pago por vía bancaria (eMeal). El comedor más grande de Dresde es la Neue Mensa, situado en Fritz-Foerster-Platz, frente al Hörsaalzentrum. Este comedor ofrece más de 1000 plazas y cuenta con cafetería y varios comedores.

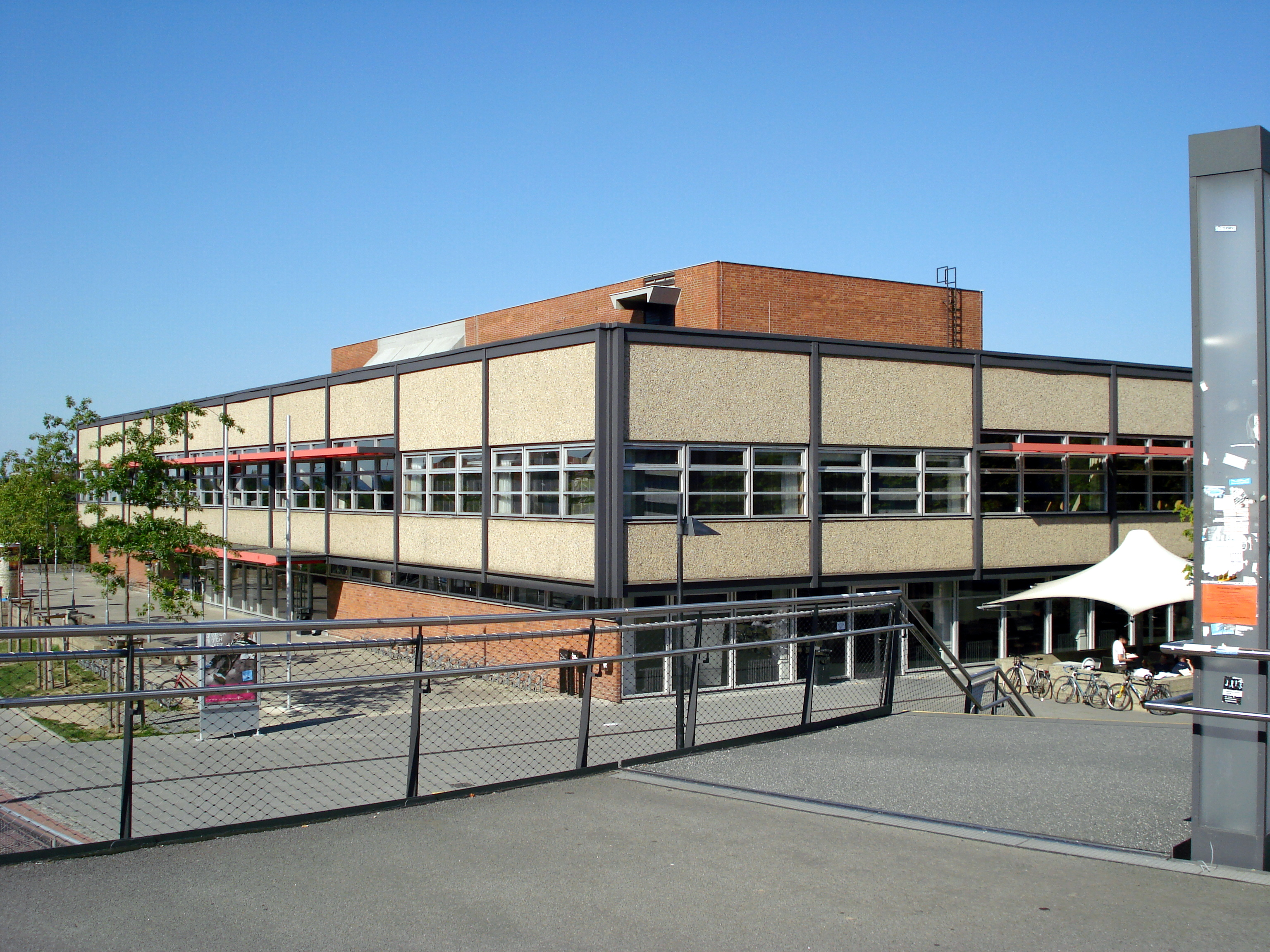
El comedor de Bergstraße

La Alte Mensa se encuentra al sur del campus principal y ha sido completamente renovada, terminando la remodelación a mediados de enero de 2007. Este comedor sirve además como edificio representativo para recibimientos y acontecimientos similares. La estructura principal de la Alte Mensa se remonta a la Studentenhaus, abierta en 1925 y que fue ampliada hasta los años 50. El edificio llegó a ser también sede del Rectorado de la Hochschule. El patio interior fue cubierto con un techo de cristal a raíz de la renovación que se llevó a cabo desde febrero de 2004 hasta diciembre de 2006 y es el lugar donde está el mostrador donde se recoge la comida. En las cuatro salas y en la cafetería que hay alrededor de la zona del mostrador, pueden comer 850 personas.
Para poder mantener la capacidad durante la construcción, se montaron dos comedores en carpas. Un comedor más, el Siedepunkt, se encuentra en el complejo de la Universitätsbibliotheken en el extremo este del campus principal. Usado originalmente como comedor para la Biblioteca Estatal, fue ampliado después de la apertura de la Biblioteca y sirve como único comedor de la Studentenwerk para el horario de tarde.
Igualmente existen pequeños comedores para las zonas situadas fuera del campus, tanto en la Clínica Universitaria como en Tharandt. Los estudiantes de la TU Dresde pueden además utilizar los comedores de otras Hochschulen de Dresde. Dada su cercanía con las instalaciones del campus (está solo a unos 650 metros de la Neuen Mensa), destaca especialmente el comedor de Reichenbachstraße en el campus de la Hochschule für Technik und Wirtschaft Dresden.

## Organización
La Universidad Técnica de Dresde se compone de 17 facultades. Las cifras de estudiantes que se indican a continuación, hacen referencia al semestre de invierno 2005/2006. Se asume que las cifras actuales no difieren mucho de esos valores. La Universidad agrupa las facultades en Ciencias Naturales, Humanidades y Ciencias Sociales, Ingenierías y Medicina.

### Órganos y gremios
La TU Dresde, posee para la gestión central, un rectorado compuesto por un rector y tres vicerrectores. Este rectorado tiene función representativa y académica. El rectorado es responsable del presupuesto de la Hochschule así como de las inversiones y de la planificación de la misma. El rector actual Ursula Staudinger fue elegido 2020 . El canciller lleva a cabo la administración, asistido por departamentos de administración en las respectivas tareas concretas. Jan Gerken fue elegido por el Sächsischen Staatsministerium für Wissenschaft und Kunst como canciller el 1 de maio de 2023. El canciller es miembro del rectorado.
Los 22 miembros del senado son responsables de los asuntos académicos que conciernen a la Universidad en su conjunto. Para ello, el senado forma comisiones que son administradas, por regla general, por un vicerrector. El presidente del senado (cuyos miembros deben además formar parte de los cuatro grupos de presión) es el rector.
La Universidad posee, como órgano educativo, una delegación de alumnos y como ente público, una delegación de personal.
Cada facultad posee un decanato con un decano y uno o varios decanos de estudios. Las facultades administran sus asuntos académicos en oficinas examinadoras, comisiones y consejos de facultad. Los consejos de facultad son los representantes de los intereses de los estudiantes a nivel de facultad.

### Ciencias Naturales

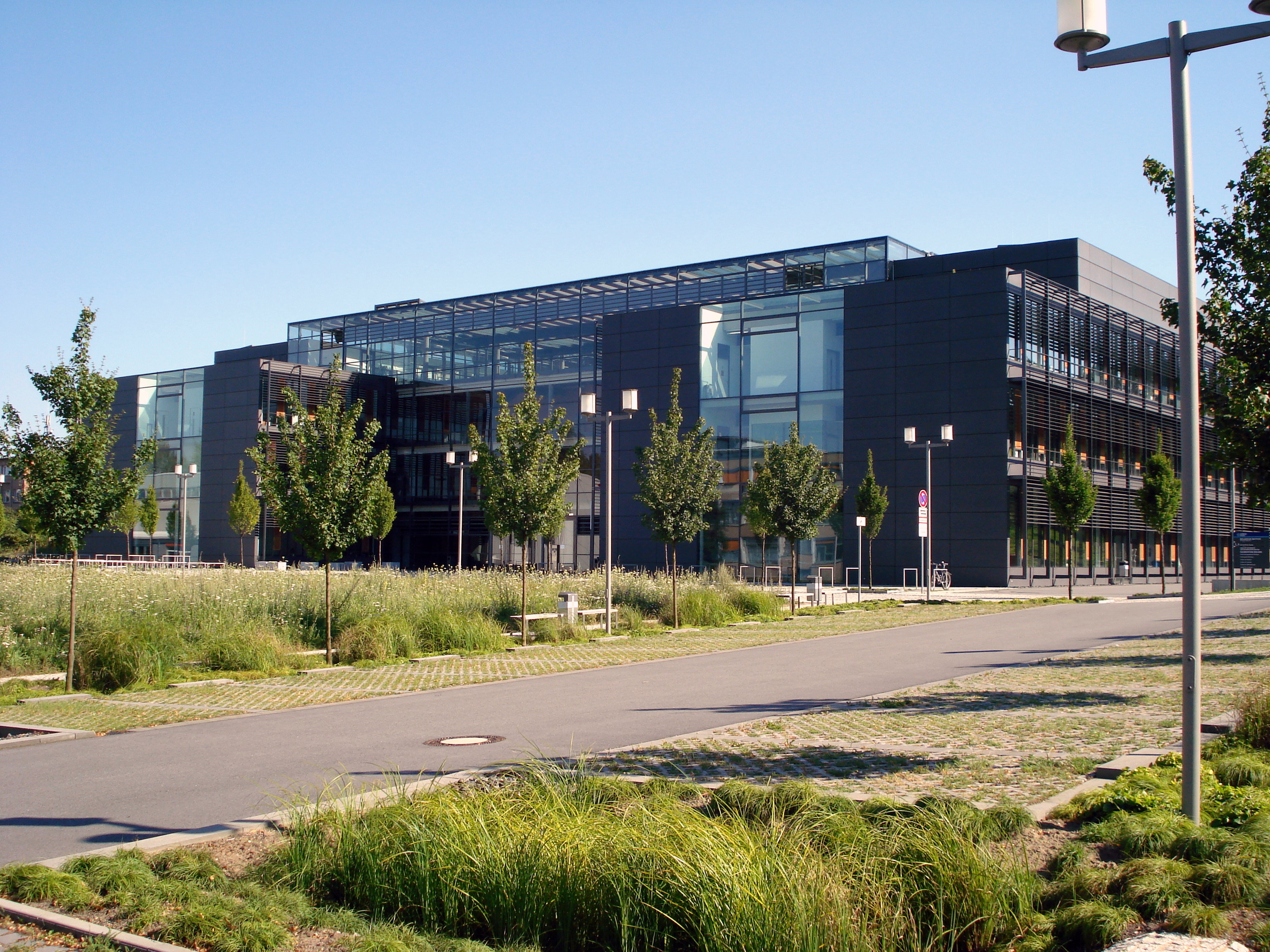
El edificio de la especialidad de Biología.

El área de Matemáticas y Ciencias Naturales se divide en las facultades de Matemáticas, Biología, Química, Física y Psicología. Cada especialidad engloba varios departamentos individuales en institutos. Las especialidades individuales se encuentran a ambos lados de Bergstraße. Para la especialidad de Biología se construyó un nuevo edificio, que fue concluido en 2006.

### Ingenierías

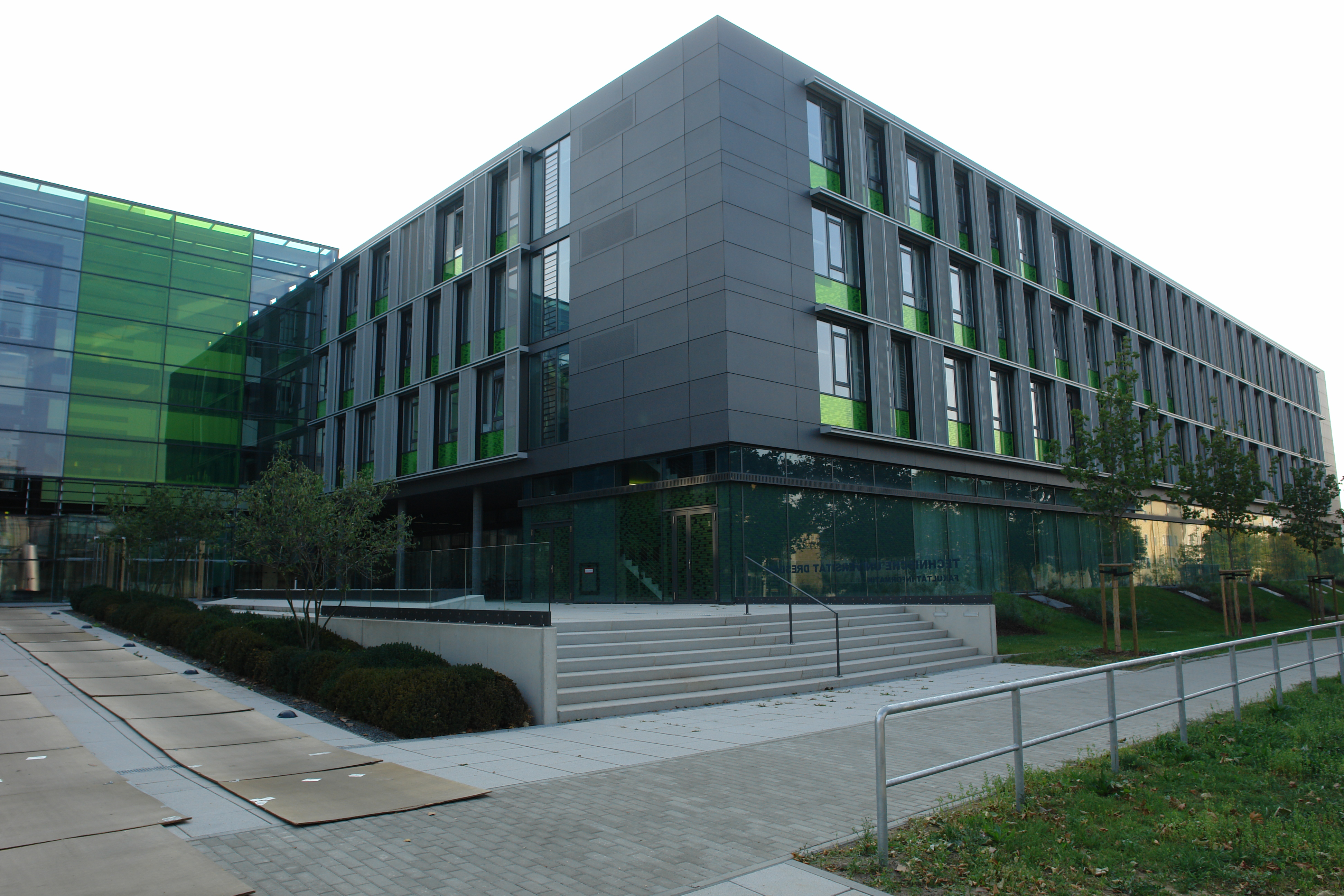
Nuevo edificio de la Facultad de Informática.

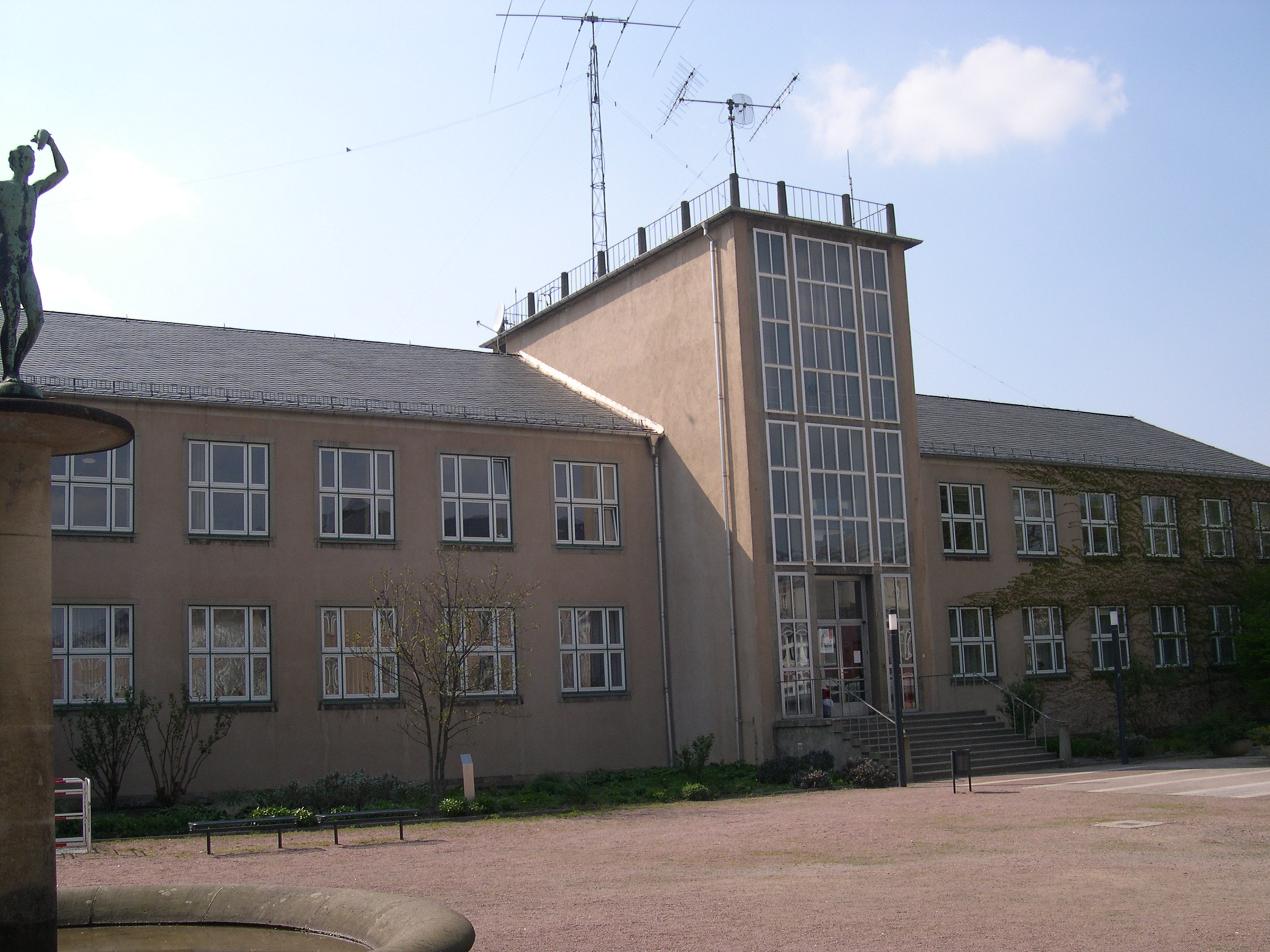
Edificio Barkhausen de la Facultad de Electrotecnia y Tecnología de la Información.

La Facultad de Informática se compone de seis institutos. En total estudian 2374 alumnos, entre las especialidades de Informática, Informática Orientada a los Medios, Tecnología de Sistemas de la Información y másteres de Ingeniería Computacional y Lógica Computacional. Además, la Facultad ofrece estudios de construcción y es centro docente para el profesorado de informática. La tradición informática en la TH y en la TU Dresde comenzó de la mano de Nikolaus Joachim Lehmann, el cual apoyó, en estrecha colaboración con Konrad Zuse, el desarrollo del ordenador. El Java Anon Proxy, un servidor de ocultación de dirección IP, desarrollado en la Facultad, fue conocido sobre todo a raíz del debate público en torno al retención de datos de los usuarios por parte de las compañías de telecomunicaciones.
En la Facultad de Electrotecnia y Tecnología de la Información estudian 2288 alumnos. Esta Facultad se compone de 13 institutos y ofrece junto con el Institut Halbleiter- und Mikrosystemtechnik y el Institut für Aufbau- und Verbindungstechnik der Elektronik el puntal básico de la Universidad Técnica para la industria y el estudio de semiconductores en Dresde ("Silicon Saxony").
En la Facultad de Ingeniería Mecánica, la mayor facultad de ingeniería, hay aproximadamente 4140 estudiantes de carreras como Ingeniería Mecánica, Ingeniería de Procesos o Ciencia de Materiales. El centro ofrece además numerosos cursos de estudios multidisciplinares en 19 institutos.
La Facultad de Ingeniería Civil era con 757 estudiantes, la facultad más pequeña de la Universidad, si bien puede considerarse el origen de la Universidad. Actualmente está dividida en once institutos. La sede principal está en el conocido Beyer-Bau, cuyo nombre hace honor al ingeniero civil Kurt Beyer.
La Facultad de Arquitectura se divide en seis institutos. En ella, estudian Arquitectura y Arquitectura Paisajística 1410 alumnos.
La Facultad de Ciencias del Transporte "Friedrich List", con sus 1536 estudiantes, es el único órgano universitario dedicado a las Ciencias del Transporte en Alemania que imparte de forma independiente las carreras de Ingeniería del Transporte y Economía del Transporte. En la mejor tradición del economista Friedrich List, la Facultad trata con especial cuidado el campo de investigación del tráfico desde la perspectiva sociológica en el "Institut für Wirtschaft und Verkehr" y mantiene una especial relación con la Facultad de Economía. La especialidad de Ingeniería del Transporte está ligada por otra parte a ingenierías de otras facultades como Mecatrónica, Ingeniería Mecánica, Informática y Electrotecnia y se divide en cinco institutos.
La Facultad de Ciencias Ambientales incluye materias de Ingeniería, Ciencias Naturales y Ciencias Sociales. En total se divide en tres ramas, en las que estudian 2914 alumnos. Los institutos de Ciencias de la Tierra e Hidrología se encuentran casi en su totalidad en el campus, mientras que la especialidad de Silvicultura se encuentra ubicada en Tharandt, al sur de Dresde. El campus en Tharandt fue afectado en el año 2002 por la crecida del Wilden Weißeritz. La especialidad de Silvicultura se remonta a la Königlich-Sächsische Forstakademie, la cual fue fundada en 1816 por Heinrich Cotta en el Tharandter Wald. La especialidad de Ciencias de la Tierra es la única organización universitaria alemana en la cual se imparte de forma independiente la carrera de cartografía (Dipl.-Kartogr.).

### Humanísticas y Ciencias Sociales

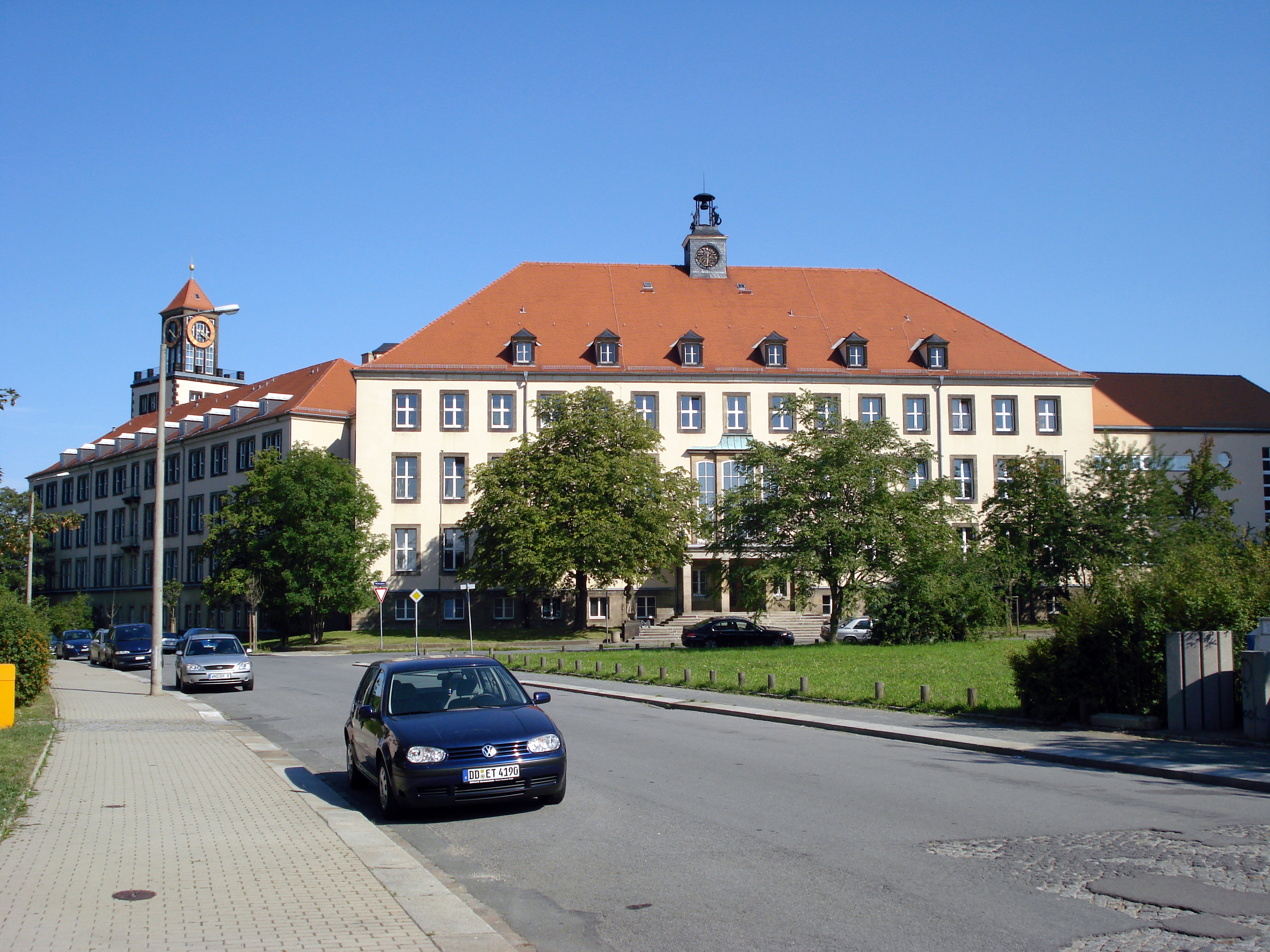
El edificio principal de la Facultad de Educación.

La Facultad de Filosofía se divide en los institutos de Filosofía, Historia, Ciencias Políticas, Ciencias de la Comunicación, Sociología, Bellas Artes, Música y Teología. En ella estaban matriculados 3485 alumnos. La facultad lleva a cabo igualmente la formación del profesorado para las asignaturas de Ciencias Sociales y Ética.
En la Facultad de Lingüística, Literatura y Cultura estudian 3215 estudiantes. La Facultad se divide en los institutos de Filología Alemana, Filología Románica, Filología Inglesa y Americana, Filología eslava y Filología clásica. Además de las licenciaturas y másteres, tiene lugar en esta Facultad la formación del profesorado para asignaturas lingüísticas.
En la Facultad de Educación estudian 2075 alumnos. Además de la licenciatura de Pedagogía Social, en esta Facultad se lleva a cabo la formación central del profesorado. La sede principal se encuentra en Weberplatz, junto al distrito de Strehlen.

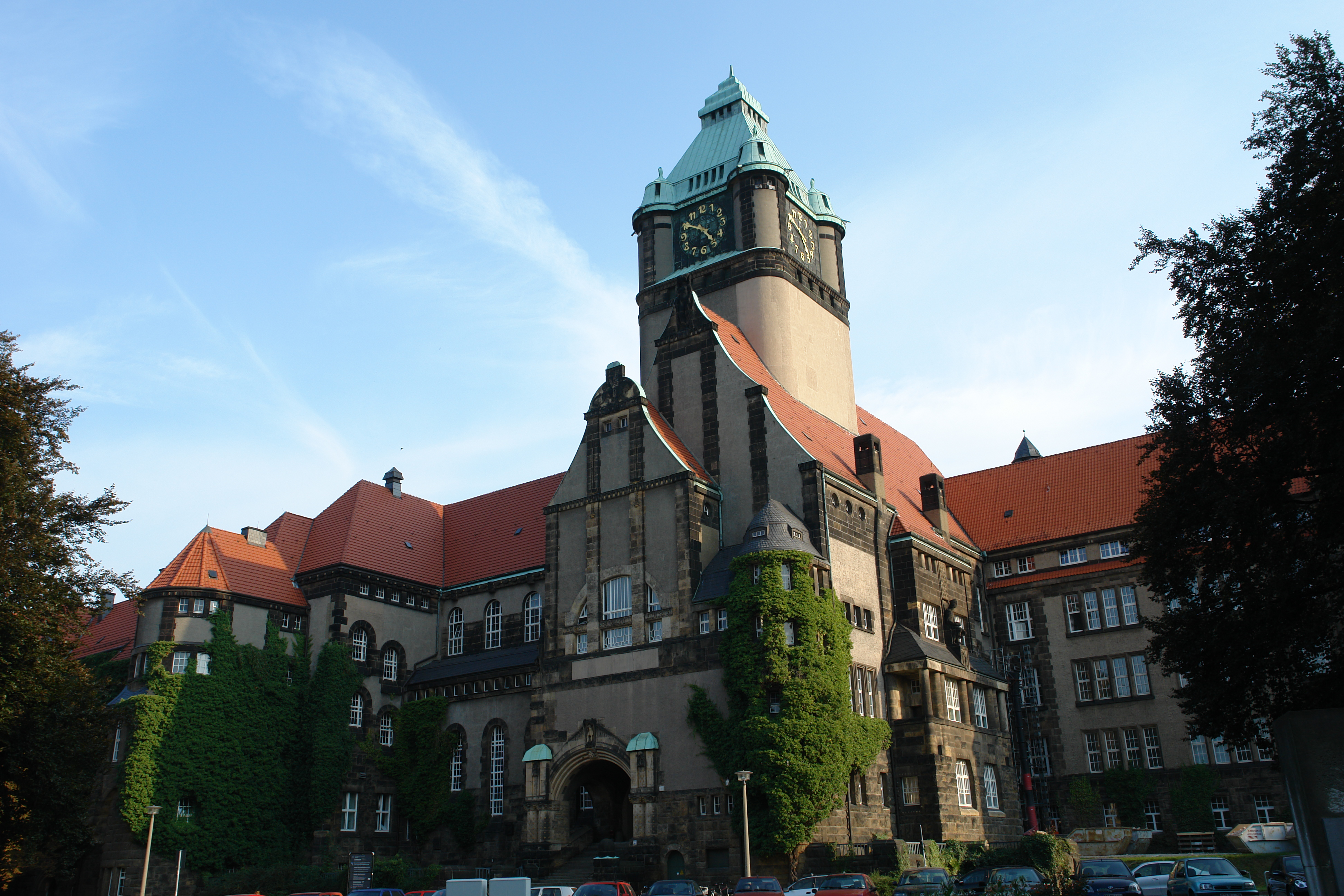
Facultad de Económicas en el Georg-Schumann-Bau en Münchner Platz.

En la Facultad de Económicas estudian 2842 alumnos. La Facultad no tiene ningún instituto, sino que se divide en las especialidades de Administración de Empresas, Economía Política, Informática Empresarial, Estadística/Econometría y Pedagogía Económica. En ella tiene lugar, junto a las licenciaturas propias de Economía, la formación del profesorado para las escuelas de formación profesional.

### Medicina
La  Facultad de Medicina "Carl Gustav Carus" posee un campus propio que conecta con las instalaciones de la Clínica Universitaria "Carl Gustav Carus". El médico y artista Carl Gustav Carus da nombre a la mencionada Clínica. En ella estudian Medicina u Odontología 2195 alumnos. Desde 1 de julio de 1999 la Facultad y la Clínica Universitaria están legalmente separadas; la Clínica es desde entonces una entidad pública dependiente del estado libre de Sajonia. La UT de Dresde es por tanto, junto con la UT de Múnich y la RWTH de Aquisgrán una de las pocas universidades técnicas con clínica universitaria asociada y que ofertan estudios de Medicina. La Facultad de Medicina es una de las doce instituciones colaboradoras de la Escuela Médica de Harvard y está subvencionada, como facultad reformista que es, por la Stifterverband für die deutsche Wissenschaft.

### Institutos asociados
- Dendro-Institut Tharandt an der Technischen Universität Dresden
- EIPOS — Europäisches Institut für postgraduale Bildung an der Technischen Universität Dresden e. V.
- EVI — Europäisches Verkehrsinstitut an der Technischen Universität Dresden e. V.
- HAIT — Hannah-Arendt-Institut für Totalitarismusforschung an der Technischen Universität Dresden e. V.
- MKZ — Medienkulturzentrum Dresden e. V. an der TU Dresde
- SWM — Struktur- und Werkstoffmechanikforschung Dresden GmbH an der Technischen Universität Dresden
- TUD Vietnam ERC — TU Dresden Vietnam Education and Research Center; ofrece desde 2004 en Hanói (Vietnam) un máster en Mecatrónica
- TUDIAS — TUD Institute of Advanced Sciences
- WBD — Weiterbildungszentrum für Denkmalpflege und Altbauinstandsetzung e. V.
- ZIS — Zentrum für Internationale Studien / School of International Studies

## Investigación
La TU Dresde es una de las universidades alemanas que recibe más aportaciones de terceros. Pudo solicitar 2006 proyectos que ascendían a una cuantía de 113,1 millones de euros. Colaboradores económicos y políticos han creado 13 cátedras hasta ahora. La Universidad puede confiar en la histórica participación en el campo científico de Dresde sobre todo en el ámbito de la Microelectrónica y de las Ciencias del Transporte. Además de los pilares típicos (dado el carácter de la Universidad Técnica) en investigación, la TU Dresde posee aún más campos con buena prestaciones en la investigación provenientes, especialmente en los últimos años, de la Biotecnología.
La Deutsche Forschungsgemeinschaft (DFG) apoya económicamente a la Universidad Técnica a través de varios grupos de investigación especiales y de un centro de investigación. En todos los casos la TU colabora en distintas disciplinas y junto con institutos de investigación del Fraunhofer-Gesellschaft, del Max-Planck-Gesellschaft y/o del Leibniz-Gemeinschaft.

### Microelectrónica y Nanoelectrónica
Dentro del grupo tecnológico de "Silicon Saxony" la Universidad cuenta con tres institutos de las facultades de Electrotecnia y Ciencias Naturales (especialmente relacionados con la Física). Junto con el Fraunhofer-Center Nanoelektronische Technologien en el centro y con otros institutos de investigación, la Universidad forma parte de un conglomerado investigador en Nanoelectrónica de primer nivel.
En junio de 2006, la TU Dresde llegó a un acuerdo contractual con el fabricante de memorias de semiconductores Qimonda para la implantación de un nuevo laboratorio para el desarrollo de componentes nanoelectrónicos con el nombre "Nanoelectronics Materials Lab" que fue fundado en forma de sociedad de responsabilidad limitada de interés general GmbH.

### Magnetismo y Materiales
En el campo del Magnetismo la DFG apoya a la TU Dresde por medio del Grupo de Investigación Especial de "Elektromagnetische Strömungsbeeinflussung in Metallurgie, Kristallzüchtung und Elektrochemie". Otros campos de investigación han llevado los títulos de "Seltenerd-Übergangsmetallverbindungen: Struktur, Magnetismus und Transport" o "Reaktive Polymere in nichthomogenen Systemen, in Schmelzen und an Grenzflächen". Estos ámbitos de actividad están complementados con otros espacios de trabajo que aprueba la Universidad, como por ejemplo, para el aprovechamiento del efecto Meissner-Ochsenfeld.
Los grupos de investigación especiales de "Textilverstärkten Verbundkomponenten für funktionsintegrierende Mischbauweisen bei komplexen Leichtbauanwendungen" (SFB 639) y de "Textilen Bewehrungen zur bautechnischen Verstärkung und Instandsetzung" (SFB 528) se ocupan del estudio e investigación con fibras textiles en compuestos y su uso en los sistemas de construcción pesada.

### Biotecnología y Tecnología Médica
En el campo de la Bioingeniería Molecular, la TU Dresde trabaja en estrecha colaboración con el Max-Planck-Institut für molekulare Zellbiologie und Genetik. El DFG apoya los trabajos en este campo a través de uno de los cinco centros colaboradores de investigación de Alemania. El centro "Regenerative Therapien" (Regenerative Therapies: From cells to tissues to therapies – Engineering the cellular basis of regeneration) acoge y fortalece las investigaciones del Max-Planck-Institut en organización celular, para el desarrollo de tipos celulares y la autoorganización celular (en especial, la regeneración celular en órganos dañados). Por medio de la Exzellenzinitiative este centro de investigación se erige como especial promotor de la Exzellenzcluster. Además, hay que añadir a todo esto el trabajo del "Dresden International Graduate School for Biomedicine and Bioengineering", impulsado igualmente con la Exzellenzinitiative.
La investigación en Tecnología Médica es ejercida principalmente junto con el Forschungszentrum Dresden-Rossendorf. Se trata substancialmente de procedimientos de radioterapia y de procesos de radiodiagnosis como por ejemplo la Tomografía por Emisión de Positrones.

### Otros campos de investigación
En Ciencias del Transporte, la TU Dresde coopera con el Fraunhofer-Institut für Verkehrs- und Infrastruktursysteme. Destacan sobre todo las aportaciones realizadas a los sistemas de información del transporte público urbano de Dresde. La Universidad presta especial atención a la investigación de los accidentes de tráfico.
La Facultad de Economía estudia el desarrollo político-económico de los nuevos Bundesländer, junto con la sede que el Ifo Institut für Wirtschaftsforschung tiene en Dresde. El campo de la enseñanza político-económica es considerado como un ámbito especialmente abierto a la investigación.
Junto con el Institut für Luft- und Raumfahrttechnik der Fakultät Maschinenwesen, la TU Dresde utiliza un túnel de viento de baja velocidad, situado en Johannstadt.

## Los estudiantes y la enseñanza

### Proceso de Bologna
Como parte del proceso de Bolonia , numerosos estudios sobre el principio de la consecutiva también se encontraban en la Universidad Técnica de Dresde Licenciatura - y Maestro convierten diplomas. En algunos casos, los programas de Maestría se ofrecen sin orden de licenciatura básica de grado se pueden adquirir en la propia universidad. Por otra parte, los programas de licenciatura se ofrecen que no pueden continuar por un título de maestría en la Universidad Técnica de Dresde.
En algunos objetos, el cambio no se efectuará directamente en el Licenciatura y Maestría. Estos temas incluyen numerosas técnicas, sino también programas de ciencias sociales, que pueden ser estudiados más a graduarse. Como parte del proceso de Bolonia, estos cursos han sido modularizada y por lo tanto comparable según lo previsto. Las facultades y el Ministerio de Sajonia de acreditación reconocido es que el proceso de Bolonia no especifica el propósito del programa de diploma obligatoria y justificar la retención, sobre todo en temas técnicos, con el título profesional de licenciatura, como la universidad y la técnica en la escala de auto-comprensión se considera institución educativa a ser demasiado baja. 
Diplomas todavía se pueden comprar en la base de la arquitectura, ingeniería civil, ingeniería eléctrica, tecnología de la información, ingeniería mecánica, mecatrónica, sistemas de energía renovable, la sociología, procesos y materiales naturales ingeniería, ingeniería de tráfico y ciencia de los materiales.
La informática carrera se volvió a introducir, con licenciatura y maestría informática continuará siendo ofrecido. En el semestre de invierno 2014/2015, los cursos conducen a la informática e ingeniería industrial económica del sistema de Licenciatura / Master para incluir diploma. programas de maestría primera lanzados ofrecen acceso a contenidos educativos de las diferentes secciones principales del estudio.

### Distribución
En las cinco áreas académicas de la Universidad, los estudiantes según la siguiente distribución: 28,7% estaban estudiando ingeniería, 32,3% Humanidades y Ciencias Sociales, Ciencias Naturales 12.2%, 19.2% Construcción y Medio Ambiente, y el 7,7% Medicina.

### Origen
De los 35.961 en el período de invierno 2015/16 matriculados estudiantes de 39,4% llegaron Sajonia , 20.9% de los nuevos estados federales (sin ejes), el 25,1% de la antigua Alemania Occidental y el 13,4% desde el extranjero ,
El origen se basa en el lugar donde se presenta la Abitur, determinado.

### Los estudiantes internacionales
En el semestre de invierno 2015/2016 4317 estudiantes internacionales fueron matriculados en la Universidad Técnica de Dresde. La mayoría de los estudiantes extranjeros procedían de Europa (UE 1352, Resto de Europa 526), seguida de Asia (1869) y América (400). 
A través del programa Erasmus para estudiantes vienen de todas partes de Europa a Dresde. Para integrar estos estudiantes en Dresde y para hacer su estancia lo más agradable posible, el "Erasmus Iniciativa TU Dresden" a través de una variedad de actividades durante el semestre. Los eventos están abiertos a todos los estudiantes (incluso para los estudiantes no Erasmus) y sirven al conocimiento de la cultura y el medio ambiente de la ciudad de Dresde. Con el "LinkPartnerProgramm" (LPP) existe otra iniciativa de los estudiantes, los contactos mediadas entre estudiantes internacionales y alemanas.

### Instituciones educativas especiales
La Universidad opera el reactor de formación de Dresde (ASR-2) con una potencia máxima continua de 2 W. Esto es parte del Instituto de Tecnología de Energía de la Facultad de Ingeniería Mecánica.
El Departamento de Ciencias de transporte tiene un laboratorio de funcionamiento ferroviario , donde a través de una combinación de maqueta de ferrocarril, de funcionamiento y de enclavamiento de simulación son probados y simula los procesos de web de la red ruta de acceso virtual en redes ferroviarias y entrenado.
Desde julio de 2007 existe un centro interdisciplinario de la excelencia, el Italia-Center de la Universidad Técnica de Dresde.

### Vida estudiantil

Sombrero de filósofo en la antigua cantina de la Universidad Técnica de Dresde

Como característica especial de la vida nocturna estudiantil Dresde tiene una variedad de Vorwendezeiten (clubes de estudiantes). Con todavía 14 clubes de estudiantes voluntarios a ejecutar Dresde es considerada la "capital de los clubes de estudiantes". Estos son generalmente ubicados en una de las 33 residencias de estudiantes de la Unión de Estudiantes en Dresde. Los dormitorios se distribuyen en toda la ciudad y Tharandt. En este 2009, desde octubre, el proyecto WOMIKO ofrecido ( "Vivir con otros estudiantes"), pueden vivir juntos con los estudiantes de una facultad, a petición propia, en un dormitorio. 

### Grupos culturales
Entre los muchos conjuntos de la Universidad Técnica de Dresde son de cuatro a destacar. El grupo de teatro La etapa consiste en un pequeño conjunto de actores no profesionales y directores profesionales y es una característica especial, porque tiene su propia sede. El grupo de danza folclórica "Thea Maass" , dedicada a la recuperación de estilos de baile y prácticas culturales de diferentes regiones de Alemania y participa regularmente en concursos de baile y festivales internacionales de folklore. Los dos últimos conjuntos son, con mucho, la más grande: la Universidad de Chor y la orquesta de la Universidad. Estos tienen ambos miembros de los estudiantes y no estudiantes de todas las edades. Una parte de la Orquesta de la Universidad se desvió en un conjunto de cámara 1997: el TU-Kammerphilarmonie. Ya que consiste casi en su totalidad de los estudiantes, el conjunto ensaya solo durante el semestre. Cada uno de estos conjuntos grandes realiza un promedio de una a cuatro veces por semestre sucesivamente. Estas actuaciones y conciertos tienen lugar con frecuencia, en Sajonia, a veces a nivel nacional.

### TUDAG
La Universidad Técnica de Dresde Aktiengesellschaft es el techo del grupo TUDAG de empresas, que opera en el entorno de la Universidad Técnica de Dresde y sus filiales en el conocimiento y la transferencia de tecnología para la universidad. El modelo se aplica en todo el país TUDAG como ejemplo de lo que puede hacer que el conocimiento y la transferencia tecnológica universidad tan pública con socios de negocios y de la industria rentable. El TUDAG es el derecho privado de la estrategia de transferencia de la Universidad Técnica de Dresde.
El único accionista de TUDAG es la compañía de amigos y partidarios de la Universidad Técnica de Dresde eV (GFF). Cualquier excedente de explotación TUDAG fluya de nuevo como el apoyo financiero para la enseñanza y la investigación en el GFF ganancias en la Universidad Técnica de Dresde y sus miembros. Al mismo tiempo TUDAG hace con los fondos de terceros y contratos de investigación contribuyen a la financiación de personal científico y técnico de la universidad, así como la inversión en equipos de investigación.
Para TUDAG Grupo incluye las siguientes empresas Dresden International University - TU Instituto Dresde de Estudios Avanzados, GWT-TUD GmbH (Sociedad para el Conocimiento y Transferencia de Tecnología), TUDIAS IAM Dresden - Instituto de Automoción Mecatrónica GmbH, IAP - departamento de pacientes externos y hospital de día para la psicoterapia, Universidad Técnica de Dresde, cara TUD - Instituto Dresde TU para allá y Educación Continua, la investigación de accidentes de tráfico en la TU Dresden GmbH, centro alemán TRC y otras participaciones minoritarias, como en el peso ligero centro de Diseño Sachsen GmbH.
El director general de TUDAG Ulrich Assmann. Por su participación en el diseño y construcción de la TUDAG Holding, a finales del canciller Alfred mensaje desde el Centro de Desarrollo de la Educación Superior galardonado en 2004 como el más innovador rector de la universidad de la última década.

### Más información
- El 19 de junio de 2007, la Universidad Técnica de Dresde recibió la "universidad para familias," el trabajo certificado de auditoría y la familia gGmbH. Para este objetivo los acuerdos y las medidas se decidieron por la administración de la universidad. El objetivo gruesa es la formación de una universidad orientada a la familia y la equidad de género.
- Una característica especial es las opciones de aprendizaje a distancia en TUD. Desde 1993, los estudiantes pueden en la universidad técnica curso por correspondencia después de que el modelo de Dresde de la ingeniería civil, ingeniería mecánica e ingeniería de procesos de estudio.
- Para los graduados, no es la revista de contacto en línea. Los informes de la revista en línea, por ejemplo sobre las innovaciones en ciencia e introduce las CV de graduados.
- Como colecciones de arte y propiedad de la Universidad Técnica de Dresde, se llaman las colecciones artísticas y técnicas de la Universidad. Las 40 colecciones individuales incluyen aproximadamente un millón de objetos. La Custodia de la Universidad Técnica de inventario tiene que la tarea de conservar las poblaciones y presentarlos en exposiciones. Una exposición permanente sobre la historia de la educación superior se muestra Zellescher manera en el edificio de oficinas.
- El club deportivo de la Universidad Técnica de Dresde está históricamente vinculado a la universidad y se fue en 1990 de la antigua HSG Universidad Técnica de Dresde.
- El acrónimo TUD está protegido como marca de la Universidad Técnica de Dresde.
- La oficina de correos de la Universidad Técnica de Dresde tiene su propio código postal. Esto está en contraste con el código postal 01062 de la comarca Südvorstadt que tiene el código postal 01069 y 01187a
- El Coro de la Universidad de Dresde se compone de aproximadamente 120 cantantes, la mayoría de ellos son estudiantes de la Universidad Técnica de Dresde. El coro fue fundado en 1950 es el más grande y antiguo conjunto de la universidad.